# Liparis eos
Liparis eos és una espècie de peix pertanyent a la família dels lipàrids.

## Descripció
- Fa 13,7 cm de llargària màxima.[5][6]

## Hàbitat
És un peix marí, demersal i de clima temperat que viu entre 36 i 260 m de fondària.

## Distribució geogràfica
Es troba als mars del Japó i d'Okhotsk, incloent-hi el sud de les illes Kurils.

## Observacions
És inofensiu per als humans.